# Qubit
Ne doit pas être confondu avec une cubit (ou coudée), ancienne mesure d'environ 44 à 54 centimètres selon le type de coudée et l'époque.

Représentation d'un qubit par une sphère de Bloch. Chaque point de la sphère est un état possible du qbit.

En informatique quantique, un qubit ou qu-bit (quantum + bit ; prononcé /kju.bit/), parfois écrit qbit, est un système quantique à deux niveaux, qui représente la plus petite unité de stockage d'information quantique. Ces deux niveaux, notés {\displaystyle \left|0\right\rangle } et {\displaystyle \left|1\right\rangle } selon le formalisme de Dirac, représentent chacun un état de base du qubit et en font donc l'analogue quantique du bit.
Grâce à la propriété de superposition quantique, un qubit stocke une information qualitativement différente de celle d'un bit. D'un point de vue quantitatif, un qbit peut être dans une infinité d'états combinaison linéaire tels que {\displaystyle \alpha |0\rangle +\beta |1\rangle } avec {\displaystyle \left|\alpha \right|^{2}+\left|\beta \right|^{2}=1} et {\displaystyle (\alpha ,\beta )\in \mathbb {C} ^{2}}, il se réduira à un seul bit d'information au moment de sa mesure, {\displaystyle \left|\alpha \right|^{2}} et {\displaystyle \left|\beta \right|^{2}} seront les probabilités d'obtenir respectivement {\displaystyle \left|0\right\rangle } ou {\displaystyle \left|1\right\rangle }. Le concept de qubit, tout en étant discuté dès les années 1980, fut formalisé par Benjamin Schumacher en 1995.

## Définition

### Superposition d'états
Un qubit possède deux états de base (vecteurs propres), nommés par convention, et par analogie avec le bit classique, {\displaystyle \left|0\right\rangle } et {\displaystyle \left|1\right\rangle } (prononcés : ket 0 et ket 1). Alors qu'un bit classique est numérique et a toujours pour valeur soit 0 soit 1, l'état d'un qubit est une superposition quantique linéaire de ses deux états de base, et s'écrit comme la combinaison : {\displaystyle \alpha \cdot \left|0\right\rangle +\beta \cdot \left|1\right\rangle }, où {\displaystyle \alpha } et {\displaystyle \beta } sont des coefficients complexes pouvant prendre toutes les valeurs possibles à condition de respecter la relation de normalisation (qui assure que le qubit est entièrement présent) : {\displaystyle |\alpha |^{2}+|\beta |^{2}=1}. Dans le formalisme quantique, {\displaystyle \alpha } et {\displaystyle \beta } représentent des amplitudes de probabilité et englobent un facteur de phase relative à l'origine de phénomènes d'interférences.
Si ces coefficients étaient des nombres réels ordinaires, l'état serait descriptible par une position sur un cercle de rayon 1, et de coordonnées cartésiennes (cos {\displaystyle \theta }, sin {\displaystyle \theta }), pour vérifier la relation {\displaystyle |\alpha |^{2}+|\beta |^{2}=1}. {\displaystyle \alpha } et {\displaystyle \beta } sont deux nombres complexes, mais on peut choisir la phase (arbitraire) de la fonction d'onde de telle façon que {\displaystyle \alpha } soit un nombre réel positif, et l'état du qubit se traduit donc par une position non sur un cercle, mais sur la sphère de Bloch (voir figure) de rayon 1, autrement dit par un vecteur dans un espace de Hilbert de dimension 2. 
En théorie, on peut alors transmettre une infinité d'informations avec un qubit en mettant l'information dans l'angle de polarisation d'un qubit, cet angle étant réel. Cependant on ne peut pas récupérer cette information lors de la lecture.
Plusieurs qubits indépendants seraient à peine plus intéressants qu'un nombre identique de bits classiques. En revanche, en vertu du principe de superposition, lorsque des qubits se superposent et interfèrent, ils le font simultanément suivant toutes les combinaisons linéaires possibles de leurs états. En conséquence, l'espace de Hilbert associé à un système de n qubits correspond au produit tensoriel des espaces de Hilbert de chacun des n qubits ; il est donc au minimum de dimension {\displaystyle 2^{n}}.
Une mémoire à qubits diffère significativement d'une mémoire classique.

### Mesure
Lors de la mesure de la valeur du qubit, les seules réponses pouvant être obtenues sont {\displaystyle \left|0\right\rangle } ou {\displaystyle \left|1\right\rangle }, avec les probabilités, respectivement, {\displaystyle |\alpha |^{2}} et {\displaystyle |\beta |^{2}}. Après une mesure, le qubit se trouve projeté dans l'état mesuré (voir les articles concernant la physique quantique).

## Propriétés

### Copie de l'information
Une autre particularité du qubit par rapport à un bit classique est qu'il ne peut pas être dupliqué. En effet, pour le dupliquer, il faudrait pouvoir mesurer les amplitudes {\displaystyle \alpha } et {\displaystyle \beta } du qubit unique initial, tout en préservant son état, de sorte à préparer un autre qubit dans le même état {\displaystyle \alpha \cdot \left|0\right\rangle +\beta \cdot \left|1\right\rangle }. Ceci est doublement impossible :
1. Il est impossible de lire un qubit sans figer définitivement son état (puisque après mesure le qubit est projeté dans l'état mesuré).
2. Une mesure d'un qubit unique ne donne (et ne peut donner) aucune information sur {\displaystyle \alpha } et {\displaystyle \beta } puisque le résultat est soit {\displaystyle \left|0\right\rangle } soit {\displaystyle \left|1\right\rangle } ce qui équivaut à {\displaystyle (\alpha ,\beta )=(1,0)} ou {\displaystyle (0,1)}, ce qui ne correspond pas aux valeurs initiales de {\displaystyle \alpha } et {\displaystyle \beta }.

En revanche, il est possible de transporter l'état (la valeur) d'un qubit sur un autre qubit (le premier qubit est alors réinitialisé), par un processus de téléportation quantique. Mais ce processus ne donne aucune information sur {\displaystyle \alpha } et {\displaystyle \beta }.

## Utilisation
L'intérêt principal de l'ordinateur quantique serait que ses capacités de traitement parallèle soient liées par une fonction exponentielle au nombre de qubits. En effet, si un qubit est dans une quelconque superposition d'états {\displaystyle \alpha \cdot \left|0\right\rangle +\beta \cdot \left|1\right\rangle }, deux qubits intriqués sont quant à eux dans une superposition de quatre états {\displaystyle \alpha \cdot \left|00\right\rangle +\beta \cdot \left|01\right\rangle +\gamma \cdot \left|10\right\rangle +\delta \cdot \left|11\right\rangle }, avec {\displaystyle |\alpha |^{2}+|\beta |^{2}+|\gamma |^{2}+|\delta |^{2}=1}. Il s'agit cette fois d'employer la superposition des quatre états pour le calcul. Avec 10 qubits, on a 1 024 états superposables ; avec {\displaystyle n} qubits, {\displaystyle 2^{n}}.
On pourrait aussi bien appliquer un algorithme quantique à une seule particule quantique ayant {\displaystyle 2^{n}} états sans avoir besoin d'intrication (laquelle pose des problèmes de décohérence). L'intrication n'est pas nécessaire. Mais trouver un objet quantique à 1 024 états n'est pas simple, et manipuler ces états encore moins. L'intrication de {\displaystyle n} qubits étant, de manière fondamentale et stricte, équivalente à un seul objet quantique ayant {\displaystyle 2^{n}} états, et malgré les complications et inconvénients de l'intrication, c'est le moyen le plus pratique d'implémenter un objet quantique avec un nombre arbitrairement grand d'états. De plus, l'implémentation d'objets quantiques à deux états, les qubits, offre la possibilité de nombreuses implémentations physiques.
Donc, quand un opérateur est appliqué à l'ensemble des qubits, il est appliqué à {\displaystyle 2^{n}} états en même temps, ce qui équivaut à un calcul parallèle sur {\displaystyle 2^{n}} données. Ainsi la puissance de calcul théorique d'un ordinateur quantique double chaque fois qu'on lui adjoint un qubit.
L'enjeu de l'informatique quantique est de concevoir des algorithmes et les structures physiques pour les exécuter, de sorte que toutes les propriétés de la superposition soient utilisées pour le calcul. À la fin de l'exécution, les qubits doivent se trouver dans un état donnant le résultat de calcul sans risque d'obtenir un résultat aléatoire. On ne peut donc pas obtenir plus de données en autant de cycles qu'avec un ordinateur classique, mais on peut obtenir des résultats qui nécessiteraient plus de cycles. Le magazine Pour la science a par exemple expliqué qu'un algorithme quantique pouvait répondre à la question, à propos de deux cartes à jouer, « les deux cartes sont-elles de la même couleur », en autant de cycles qu'un algorithme classique en aurait besoin pour donner la couleur d'une seule des cartes. L'algorithme classique ne pouvait en revanche pas déterminer si les deux cartes étaient de la même couleur sans connaître les couleurs des deux cartes. Il est à noter qu’à la fin de l'exécution de l'algorithme quantique, on ne connaît pas les couleurs ; on sait uniquement si elles sont identiques ou non. L'algorithme quantique qui permet ce résultat est appelé algorithme de Deutsch-Jozsa, du nom de ses inventeurs.
Une des applications les plus notables des qbits est la cryptographie quantique, dont le protocole BB84.

## Extensions

### Qutrit
Il est aussi possible d'avoir un état à trois positions, appelé un qutrit ou qtrit, dont les états mesurables sont conventionnellement indiqués comme {\displaystyle \left|0\right\rangle },{\displaystyle \left|1\right\rangle } et {\displaystyle \left|2\right\rangle }. Le qutrit est à l'état superposé {\displaystyle \alpha \cdot \left|0\right\rangle +\beta \cdot \left|1\right\rangle +\gamma \cdot \left|2\right\rangle }, les coefficients étant des nombres complexes vérifiant {\displaystyle |\alpha |^{2}+|\beta |^{2}+|\gamma |^{2}=1}.

### Qudit
De manière similaire au qutrit, un qudit est un état à d positions. Ces états sont notés {\displaystyle \left|0\right\rangle },{\displaystyle \left|1\right\rangle }, {\displaystyle \left|2\right\rangle }, ... , {\displaystyle \left|d-1\right\rangle }. Comme pour les qubits et les qutrits, les coefficients de son état superposé doivent se normaliser à 1.